# マカオ新城区
座標: 北緯22度08分27秒 東経113度33分47秒 / 北緯22.14082度 東経113.56310度

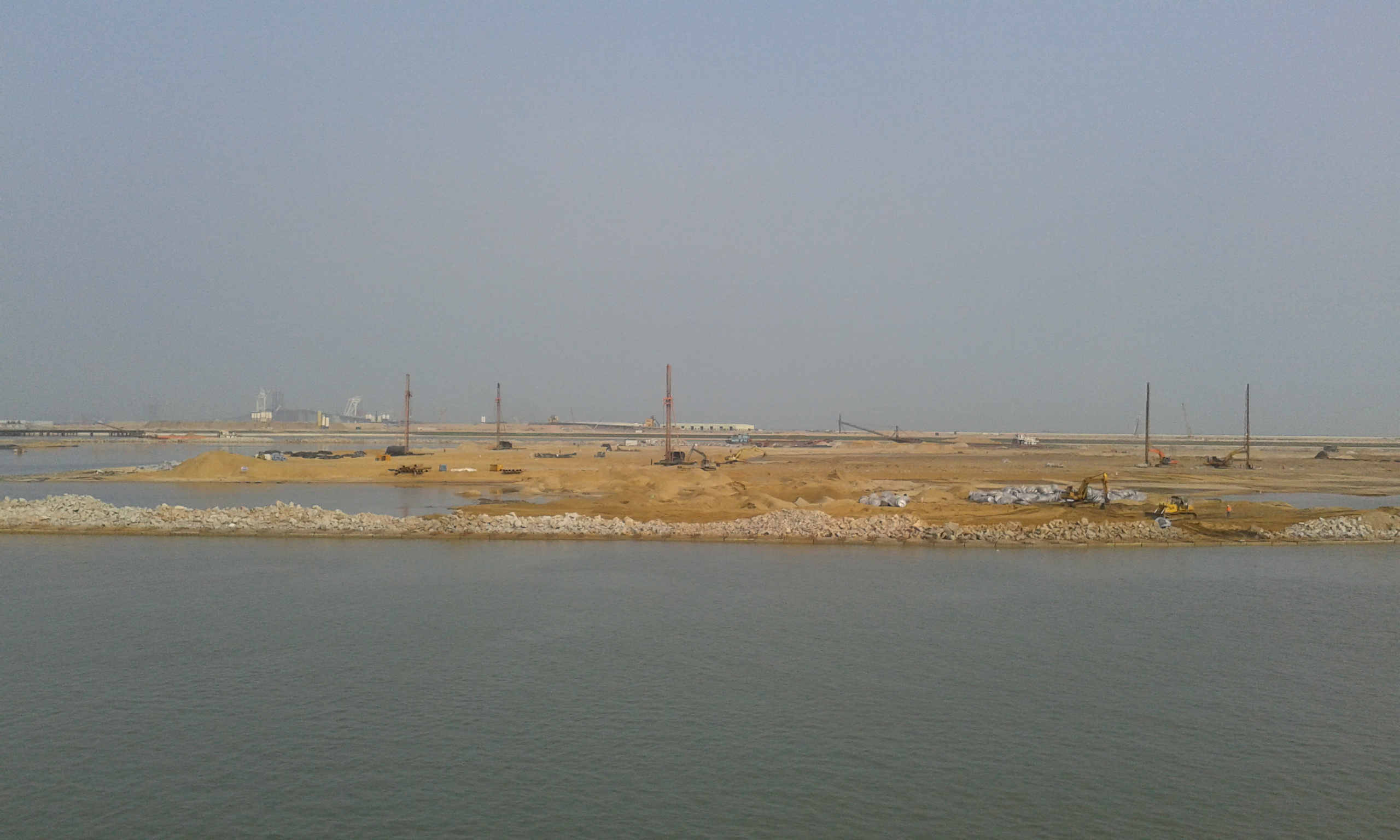
埋立造成中の新城A区

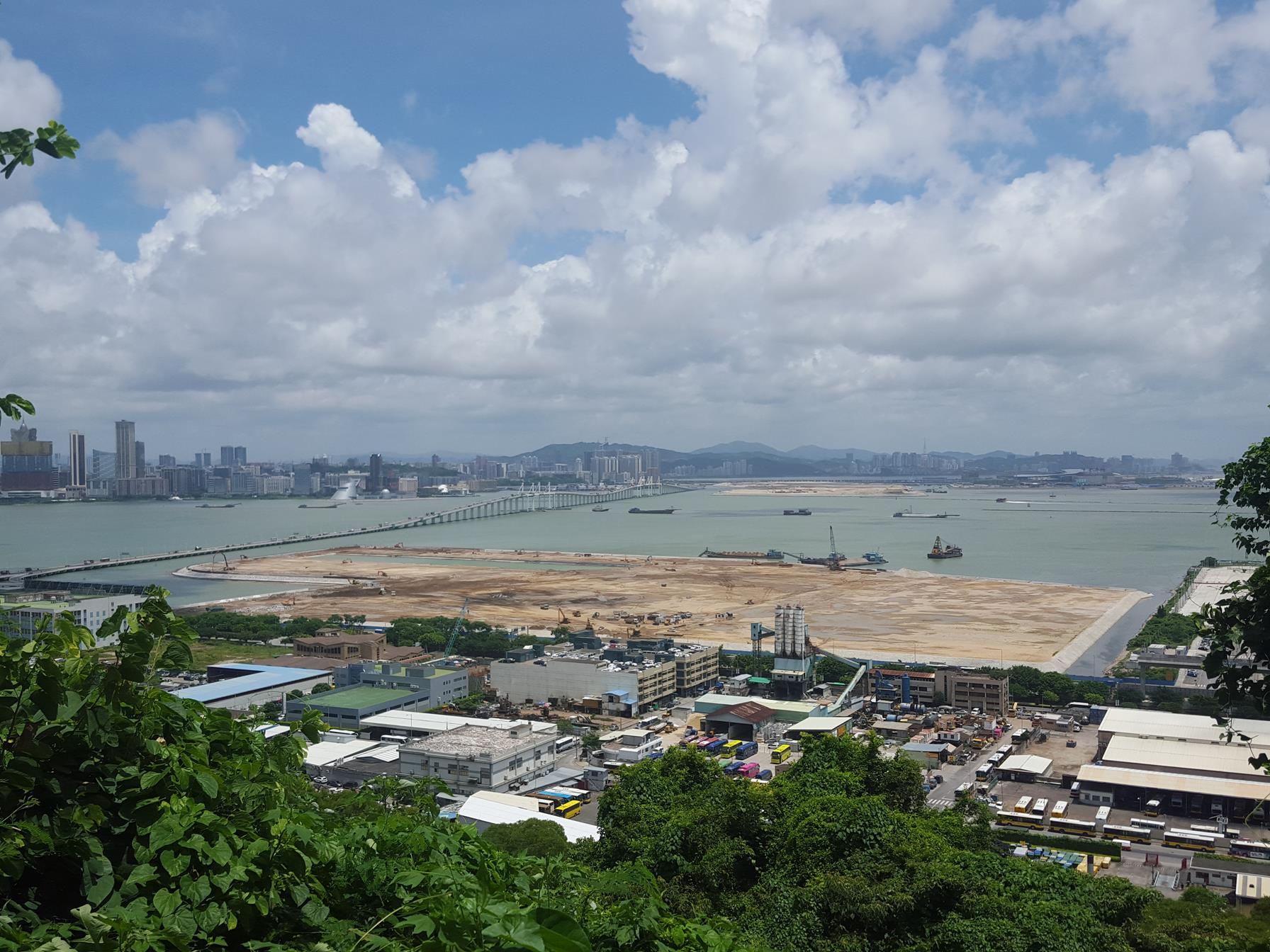
埋立造成中の新城E1区

マカオ新城区（中国語: 澳門新城區、ポルトガル語: Novos Aterros Urbanos de Macau、英語: Macau New Urban Zone）は、マカオで埋立造成が進められている 361.65ha ほどの、まだいずれの行政上の区にも属していない計画上の土地。ただし、一部の計画は取り消されており、実際に造成されるのは 292ha ほどと見込まれる。

## 沿革
マカオ特別行政区政府は、2006年の施政報告の中で、新城区、すなわち、新たな都市街区を設立する計画を提起し、当時運輸工務司司長であった欧文龍が、2006年1月11日に「澳氹新城區規劃」（マカオ、タイパ島の新都市区計画）の原案を提示し、マカオ半島の南側と東北側、またタイパ島（氹仔島）の北側に、5区画からなる新たな都市区域を開発することを提起した。計画の対象とされた 730ha の土地のうち、398haは、埋立造成を要するとされ、20年後には11万人から12万人の人口が収容できるようになるものと見込まれた。
2009年4月23日。当時の運輸工務司司長だった劉仕堯がマカオ特別行政区立法会において、微調整とされる調整を施した後の「澳氹新城區填海規劃」（マカオ、タイパ島新城区埋立計画）の案を示し、埋立造成する面積を、当初計画の500haほどから400haほどに調整し、用地面積も398haから350haに縮小すること、また、新たに造成する土地には、賭博業や低密度住宅は配置しないと説明された。
2009年11月29日、マカオ特別行政区行政長官弁公室は、中華人民共和国国務院が 361.65haを造成し、新城区を建設することを承認し、併せて特区に対し「埋立造成中の管理においては周辺環境の保護に特に配慮して新城区の建設に当たる」ことを求めた、と発表した。
ただし、一部の工事は先行して進められており、例えば、マカオ科学館が2009年に竣工したB区は、2005年から2006年にかけて埋立造成が進んでいた。
2013年11月、澳門軽軌鉄路の路線変更がおこなわれたため、孫逸仙大馬路 (Largo da Torre de Macau) 一帯で小規模ながら埋立造成の必要が生じ、マカオ政府は埋立計画の微調整をおこなったが、埋立面積には変わりはないとされた。
2014年7月10日、特区政府は計画の調整を発表し、マカオ半島の北東側の埋立地であるA区をおもに公共住宅用地として、公共住宅の供給戸数を大幅に増加させるとともに、それに応じて公共施設も増加させ、公共住宅 28,000戸、私設住宅 4,000戸が供給される見込みとなった。
2017年12月には、区画の中で最も規模が大きい 138haほどのA区の造成が完成した。
2018年の統計から、A区などの面積がマカオの総面積に反映されたため、人口が2.2%増加して66万7400人となったにもかかわらず、人口密度は5.2%減少して1平方キロメートルあたり2万人となった。